# Igreja Colegiada de Santi Maria e Lorenzo
Santi Maria e Lorenzo é uma igreja colegiada católica romana de estilo barroco na Via Giacomo Leopardi, na cidade de Rotella, na província de Ascoli Piceno, região de Marche, Itália.

## História e descrição
A igreja foi construída em 1767, segundo o projeto de Lazzaro Giosafatti. A igreja tem uma nave única, com vários altares laterais. Entre as obras de arte do interior está uma Pietà de terracota policromada do século XV, o relicário de São Fortunato, um órgão do século XVII uma escultura de Deus do século XV esculpida em mármore. A sacristia é ricamente decorada e o tecto é decorado com afrescos com a Vida de São Bento.